# 광주읍 (경기도)
광주읍(廣州邑)은 1979년 5월 1일부터 2001년 3월 20일까지 존재한 광주군의 읍이다. 2001년 3월 21일 자로 광주군이 광주시로 승격되면서 광주읍은 경안동, 송정동, 광남동으로 분동되었다.

## 유래
광주읍은 조선 시대 광주부 경안면(慶安面) 일대이다. 1577년에 신설된 이후 1910년 군으로 바뀌면서 면제를 실시할 때 경안리(慶安里)였으나, 1932년 경안면을 광주면으로 부르게 되었을 때 경안리(京安里)로 개칭되었다. 2001년 광주가 시로 승격하면서 경안동이 되었다. 『신증동국여지승람』에 "경안은 남쪽에 있는데 첫머리는 10리이고 그 끝이 40리이다."라는 기록이 있다. 또한, "경안역이 남쪽 50리에 있으며 고려 공민왕이 홍건적을 피하여 남으로 피난할 때 이 역에 이르렀다."고 기록되어 있다.
『여지도서』에 경안면은 일리 · 이리 · 역촌(驛村) · 삼리 등 4개 리의 위치와 호수가 수록되어 있다. 『해동지도』에 경안면 쌍령과 역관(驛館)이 기록되어 있다. 『1872년지방지도』에 경안면 · 경안역 · 대쌍령 · 소쌍령이 보인다. 『조선지지자료』에 역촌에 소재한 경안역, 주막리(酒幕里)에 있는 경안장과 경안평 · 경안천 지명이 확인된다. 한편, 부근의 직리 마을의 구봉(망아지봉)은 2000년 영장산으로 변경되었다.

## 같이 보기
- 경안천
- 경안동
- 광주시

## 참고 자료
- 「물류혁명과 국토개조전략」, 경기도 경안운하, 주명건 저, 세종연구원(1996년, 200~222p)